# MolMed
MolMed è una azienda italiana di biotecnologie focalizzata su ricerca, sviluppo e validazione clinica di terapie innovative per la cura del cancro. La Società ha sede legale e operativa a Milano, all'interno del Parco scientifico biomedico San Raffaele (che include l'omonimo ospedale, l'istituto di ricerca ed un'università privata) e una sede operativa a Bresso presso OpenZone. 
La società è stata fondata da Claudio Bordignon nel 1996 come joint-venture tra Science Park Raf e Boehringer Mannheim, con l'obiettivo di creare una struttura specializzata nella manipolazione ex vivo di cellule umane per la fornitura di servizi di terapia genica per protocolli clinici sperimentali.
Quotata alla Borsa italiana sul mercato MTA dal 2008.

## Storia
Nel corso dei suoi primi tre anni, durante i quali avviene l'acquisizione di Boehringer Mannheim da parte di Roche, che vende la propria quota di MolMed al fondo di venture capital EDCP,  MolMed sviluppa tecnologie proprie e competenze nel campo della terapia genica e cellulare paziente-specifica.
Nel 2000 il modello aziendale di MolMed muta da società di servizi ad azienda biofarmaceutica di prodotto, e la società affianca all'attività di servizi quelle tipiche di una società di sviluppo di biofarmaci, con una focalizzazione su nuove terapie per la cura del cancro.
Infatti nel 2002 avviene l’acquisizione ed incorporazione di Genera S.p.A., la società di ricerca dell’Istituto Scientifico San Raffaele, e nel 2004 fanno ingresso nell'azionariato di MolMed tre importanti investitori privati italiani: Fininvest, Herule Finance (in seguito H-Equity S.r.l.) e La Leonardo Finanziaria (ora Delfin S. à r.l.), con un aumento di capitale di 20 milioni di euro.
Nel 2006 avviene un aumento di capitale di 16 milioni di euro e nel 2007 di 10 milioni, fino ad arrivare alla quotazione in borsa nel 2008 con un'offerta pubblica di sottoscrizione (Opa) del 25% delle azioni, con cui sono stati raccolti 56 milioni di euro al lordo delle spese. Il totale azioni emesse era di 105.207.808 (100% azioni ordinarie senza valore nominale).
Infine, nel 2010 viene effettuato un aumento di capitale sociale in opzione (58 milioni di euro al lordo delle spese), con una nuova azione emessa per ogni azione circolante, per un totale di 210 415 616 azioni emesse (100% azioni ordinarie senza valore nominale)
Nel marzo 2020 Fininvest, azionista di riferimento con il 23,13%, ha annunciato di voler aderire all'Opa totalitaria della giapponese Agc (Mitsubishi) al prezzo di 0,518 euro ad azione, con un premio del 110% rispetto al prezzo registrato nella seduta del giorno precedente (0,24 euro). L'offerta valorizza l'intera società 240 milioni. Per la Fininvest si tratta di una plusvalenza di 30 milioni.  All'operazione ha aderito anche H-Invest (1,52%) di Ennio Doris. Al termine dell'Opa il delisting del titolo.

## Prodotti
Il portafoglio prodotti di MolMed include terapeutici antitumorali in sviluppo clinico e preclinico:
- TK[9], una terapia cellulare che consente il trapianto di midollo osseo da donatori parzialmente compatibili con il paziente. Il 24 giugno 2016 ha ottenuto il parere favorevole del  CHMP all'immissione condizionata in commercio per Zalmoxis (nome commerciale di TK) in Europa. Il 18 agosto 2016 Zalmoxis è stato autorizzato dalla Commissione Europea all'immissione condizionata in commercio (Conditional Marketing Authorization - CMA) con l'indicazione di terapia aggiuntiva al trapianto aplo-identico di cellule staminali ematopoietiche in pazienti adulti affetti da leucemie e altri tumori del sangue ad alto rischio.
- NGR-hTNF[10], un agente mirato ai vasi sanguigni tumorali, in fase III nel mesotelioma pleurico maligno ed in fase II in altre sei indicazioni: carcinomi del colon-retto, del fegato, del polmone a piccole cellule, del polmone non microcitico e dell'ovaio, e nei sarcomi dei tessuti molli.